# BFC Nordstern
Der BFC Nordstern war ein deutscher Fußballclub aus Berlin, welcher von 1907 bis 1973 existierte und der seine Heimspiele am Gesundbrunnen und im Wedding austrug.

## Geschichte

Logo von Nord Nordstern

Der BFC Nordstern wurde im Jahr 1907 gegründet. Er nahm anfangs an der Meisterschaftsrunde des Berliner Ballspiel-Bundes teil und konnte in der Spielzeit 1908/09 die Meisterschaft des Verbandes gewinnen. Bis Ende des Zweiten Weltkrieges spielte der BFC allerdings keine bedeutende Rolle im Berliner Fußball. 1933 fusionierte der Club mit dem BFC Teutonia 1909, und trat bis 1945 unter der Bezeichnung Teutonia-Nordstern 07 auf.
1945 wurde der Club aufgelöst und als SG Osloer Straße neu gegründet. Die Sportgruppe nahm 1945/46 an der neu geschaffenen Berliner Stadtliga teil, in der 36 Mannschaften in vier Gruppen den ersten Berliner Nachkriegsmeister ermittelten. Die SG Osloer Straße verpasste die Vierer-Endrunde zur Meisterschafts-Ermittlung als Gruppenzweiter hinter der SG Mariendorf nur knapp, konnte sich aber vor der SG Südring und SG Britz für die ab 1946/47 eingleisig spielende Stadtliga qualifizieren. Der 1947 in SG Nordstern und 1949 in BFC Nordstern zurückbenannte Club war bis Anfang der siebziger Jahre eine feste Größe im höherklassigen West-Berliner Lokalfußball und pendelte bis 1972 ausschließlich zwischen der Oberliga Berlin und der Amateurliga Berlin.
Nachdem Nordstern die Amateurliga mit Normannia 08 Berlin verlassen musste, fusionierte der Club im Jahr 1973 mit dem VfL Nord Berlin zur SV Nord-Nordstern Berlin. Der Verein wurde aus einem reinen Fußballclub ein Sportverein, in dem auch andere Sportarten ausgeübt wurden. Nord-Nordstern Berlin gelang keine Rückkehr in höhere Gefilde mehr und schloss sich 2001 mit Rapide Wedding zur SV Nord Wedding 1893 zusammen.

## Statistik
- Teilnahme Stadtliga Berlin: 1945/46
- Teilnahme Oberliga Berlin: 1946/47, 1947/48, 1951/52 bis 1954/55
- Teilnahme Amateurliga Berlin: 1950/51, 1955/56, 1957/58 bis 1971/72